# 4876 Strabo
4876 Strabo este un asteroid din centura principală, descoperit pe 29 septembrie 1973 de Cornelis van Houten și Tom Gehrels.